# Hetaeria finlaysoniana
Hetaeria finlaysoniana är en orkidéart som beskrevs av Gunnar Seidenfaden. Hetaeria finlaysoniana ingår i släktet Hetaeria och familjen orkidéer. Inga underarter finns listade i Catalogue of Life.